# Erich Steidtmann
Erich Steidtmann (geboren 15. November 1914 in Weißenfels; gestorben 25. Juli 2010 in Hannover) war ein deutscher Polizeioffizier im besetzten Polen.

## Leben
Erich Steidtmann besuchte das Reformrealgymnasium in Weißenfels und trat zum 1. Juni 1933 der SS bei (SS-Nummer 160.812). Von April 1934 bis September 1936 leistete er Wehrdienst in Sachsen. Im Oktober 1936 wurde er bei der Schutzpolizei eingestellt, bestand Anfang 1938 die Ausbildung an der Polizeioffiziersschule in Berlin-Köpenick und wurde zum Leutnant der Schutzpolizei befördert. Er wurde nach Würzburg versetzt und war an den antisemitischen Aktionen in der Reichspogromnacht in Würzburg beteiligt. Nach Kriegsbeginn war er 1939 in Polen, 1940 in Norwegen, 1941/42 im sogenannten Bandenkampf im Nordabschnitt der Ostfront in der Sowjetunion eingesetzt. Nach dem geglückten Attentat auf Reinhard Heydrich nahm er „wahrscheinlich“ an den Vergeltungsaktionen gegen die Zivilbevölkerung im Reichsprotektorat Böhmen und Mähren teil. In Prag wurde er zum Polizeihauptmann befördert. Hier lernte die bei der Gestapo beschäftigte Sekretärin Lisl Urban kennen und begann ein Verhältnis mit ihr.
Ab Oktober 1942 fungierte er als Polizeihauptmann und Kompaniechef der 3. Kompanie im Polizeibataillon 53 (SS-Polizei-Regiment 22) im besetzten Warschau und war an der Bewachung und Räumung des Warschauer Ghettos beteiligt. Wegen einer Affäre mit der Polin Maria K. wurde Steidtmann dienstenthoben und kam Anfang 1943 in Haft, konnte sich aber herauswinden und wurde lediglich zur 1. Kompanie strafversetzt. In der zweiten Hälfte des Jahres 1943 war er Kompaniechef der 1. Kompanie im Reserve-Polizei-Bataillon 101 im Raum Lublin. Mitte 1944 wechselte er zur Waffen-SS und war zeitweise Bataillonskommandeur in der 7. SS-Freiwilligen-Gebirgs-Division „Prinz Eugen“. Er heiratete Maria K. im Juli 1944, nachdem die Heiratsabsicht vom SS-Hauptamt befürwortet worden war.
Nach Kriegsende war Steidtmann für sechs Monate in britischer Kriegsgefangenschaft. Er wurde 1949 in Hannover entnazifiziert, seine Bewerbung für eine Wiederverwendung hatte aber zunächst keinen Erfolg. 1952 kam er bei der Kriminalpolizei in Essen unter, wurde aber 1956 wegen Disziplinlosigkeit entlassen. Steidtmann nannte bei seiner ersten Vernehmung im Rahmen von Ermittlungen wegen NS-Verbrechen 1963 als Beruf freier Handelsvertreter und Fahrlehrer in Hannover. Obwohl er wiederholt (1957, 1963, 1965, 1972) als Zeuge einbestellt wurde, erschien er nur selten vor Gericht, so bei dem Verfahren gegen Ludwig Hahn 1963. Seine in sich widersprüchlichen Aussagen wurden nicht nachgeprüft, ein Ermittlungsverfahren gegen ihn wurde eingestellt.
Im Jahr 2007 strengte er eine Klage gegen seine ehemalige Geliebte aus den Jahren 1942/43 Lisl Urban an, die in einem mehrbändigen Memoirenwerk auch ihr kurzzeitiges Liebesverhältnis mit einem von ihr „Eike“ genannten SS-Offizier schilderte, den sie 1942 in Prag kennengelernt und Ende des Jahres in Warschau besucht hatte und in dem er sich nun wiedererkannte. Seine Klage auf Schmerzensgeld und Einstampfen der Bücher wurde vom Landgericht Leipzig abgewiesen. Aufgrund des Prozesses und des öffentlichen Aufsehens, das Steidtmann damit auf sich zog, recherchierten nun auch der Verleger der Memoiren Joachim Jahns sowie der Historiker Stefan Klemp. Dieser fand heraus, dass Steidtmann als Führer einer Polizeieinheit auch an der Niederschlagung des Aufstands im Warschauer Ghetto beteiligt gewesen war und danach an den Massenerschießungen bei der Aktion Erntefest im Raum Lublin. Das Ermittlungsverfahren wurde 2009 von der Staatsanwaltschaft eingestellt, ohne dass Steidtmann zu den Vorwürfen vernommen wurde. Er starb 2010 im Alter von 95 Jahren.